# Olympische Sommerspiele 1956/Teilnehmer (Italien)
| Gelbes Symbol für Goldmedaillen mit stilisierten Olympischen Ringen | Graues Symbol für Silbermedaillen mit stilisierten Olympischen Ringen | Braundes Symbol für Bronzemedaillen mit stilisierten Olympischen Ringen |
| ------------------------------------------------------------------- | --------------------------------------------------------------------- | ----------------------------------------------------------------------- |
| 8                                                                   | 8                                                                     | 9                                                                       |

Italien nahm an den Olympischen Sommerspielen 1956 in Melbourne mit einer Delegation von 129 Athleten (114 Männer und 15 Frauen) an 76 Wettkämpfen in 13 Sportarten teil. Wie bereits vier Jahre zuvor war die Nation im Radsport und im Fechten am erfolgreichsten. Der Degen- und Florettfechter Edoardo Mangiarotti, der auch als Fahnenträger bei der Eröffnungsfeier fungierte, gewann drei Medaillen.
Darüber hinaus nahm Italien auch an den Reiterspielen in Stockholm teil, hier gingen sechs männliche Reiter ins Rennen.

## Teilnehmer nach Sportarten

### Boxen
Männer
- Giacomo Bozzano
Bronze  Schwergewicht
- Salvatore Burruni
- Agostino Cossia
- Franco Nenci
Silber  Halbweltergewicht
- Ottavio Panunzi
- Giulio Rinaldi
- Franco Scisciani
- Mario Sitri

### Fechten
| Männer - Giorgio Anglesio Gold Degen Mannschaft - Giancarlo Bergamini Silber Florett Einzel Gold Florett Mannschaft - Franco Bertinetti Gold Degen Mannschaft - Luigi Carpaneda Gold Florett Mannschaft - Giuseppe Comini - Gastone Darè - Giuseppe Delfino Silber Degen Einzel Gold Degen Mannschaft - Manlio Di Rosa Gold Florett Mannschaft - Roberto Ferrari - Vittorio Lucarelli Gold Florett Mannschaft - Edoardo Mangiarotti Gold Florett Mannschaft Bronze Degen Einzel Gold Degen Mannschaft - Luigi Narduzzi - Domenico Pace - Carlo Pavesi Gold Degen Einzel Gold Degen Mannschaft - Alberto Pellegrino Gold Degen Mannschaft - Mario Ravagnan - Antonio Spallino Bronze Florett Einzel Gold Florett Mannschaft | Frauen - Velleda Cesari - Bruna Colombetti-Peroncini |

### Gewichtheben
Männer
- Luciano De Genova
- Sebastiano Mannironi
- Alberto Pigaiani
Bronze  Schwergewicht
- Ermanno Pignatti
Bronze  Mittelgewicht

### Leichtathletik
| Männer - Gianfranco Baraldi - Giulio Chiesa - Mario Colarossi - Adolfo Consolini - Sergio D’Asnasch - Giuseppe Dordoni - Franco Galbiati - Giovanni Ghiselli - Luigi Gnocchi - Giuseppe Lavelli - Giovanni Lievore - Vincenzo Lombardo - Silvano Meconi - Abdon Pamich - Gianmario Roveraro | Frauen - Letizia Bertoni - Milena Greppi - Giuseppina Leone - Maria Musso - Paola Paternoster - Franca Peggion |

### Moderner Fünfkampf
Männer
- Adriano Facchini

### Radsport
Männer
- Ercole Baldini
Gold  Straßenrennen Einzel
- Dino Bruni
- Aurelio Cestari
- Antonio Domenicali
Gold  Mannschaftsverfolgung 4000 m
- Leandro Faggin
Gold  Zeitfahren 1000 m
Gold  Mannschaftsverfolgung 4000 m
- Franco Gandini
Gold  Mannschaftsverfolgung 4000 m
- Valentino Gasparella
Gold  Mannschaftsverfolgung 4000 m
- Giuseppe Ogna
Bronze  Tandemsprint
- Arnaldo Pambianco
- Guglielmo Pesenti
Silber  Sprint
- Cesare Pinarello
Bronze  Tandemsprint
- Virginio Pizzali
Gold  Mannschaftsverfolgung 4000 m

### Reiten
- Adriano Capuzzo
- Raimondo D’Inzeo
Silber  Springen Einzel
Silber  Springen Mannschaft
- Piero D’Inzeo
Bronze  Springen Einzel
Silber  Springen Mannschaft
- Giancarlo Gutierrez
- Giuseppe Molinari
- Salvatore Oppes
Silber  Springen Mannschaft

### Ringen
Männer
- Adelmo Bulgarelli
Bronze  Schwergewicht griechisch-römisch
- Luigi Chinazzo
- Ignazio Fabra
Silber  Fliegengewicht griechisch-römisch
- Garibaldo Nizzola
- Umberto Trippa

### Rudern
Männer
- Antonio Amato
- Alvaro Bianchi
- Cosimo Campioto
- Attilio Cantoni
- Giancarlo Casalini
- Antonio Casuar
- Maurizio Clerici
- Abbondio Marcelli
- Stefano Martinoli
- Arrigo Menicocci
- Giuseppe Moioli
- Salvatore Nuvoli
- Vincenzo Rubolotta
- Romano Sgheiz
Gold  Vierer mit Steuermann
- Ivo Stefanoni
Gold  Vierer mit Steuermann
- Sergio Tagliapietra
- Livio Tesconi
- Franco Trincavelli
Gold  Vierer mit Steuermann
- Angelo Vanzin
Gold  Vierer mit Steuermann
- Alberto Winkler
Gold  Vierer mit Steuermann
- Giovanni Zucchi

### Schießen
- Michelangelo Borriello
- Alessandro Ciceri
Bronze  Trap
- Claudio Fiorentini
- Galliano Rossini
Gold  Trap
- Carlo Varetto

### Schwimmen
| Männer - Fritz Dennerlein - Guido Elmi - Paolo Galletti - Carlo Pedersoli - Paolo Pucci - Angelo Romani | Frauen - Elena Zennaro |

### Segeln
- Mario Capio
- Antonio Carattino
- Antonio Cosentino
- Piero Gorgatto
- Emilio Massino
- Massimo Oberti
- Adelchi Pelaschier
- Annibale Pelaschier
- Nicolò Rode
Silber  Star
- Sergio Sorrentino
- Carlo Spirito
- Agostino Straulino
Silber  Star

### Turnen
Frauen
- Elisa Calsi
- Miranda Cicognani
- Rosella Cicognani
- Elena Lagorara
- Luciana Lagorara
- Luciana Reali

### Wasserball
Männer
- 4. Platz
- Nino Antonelli
- Alfonso Buonocore
- Enzo Cavazzoni
- Maurizio D’Achille
- Giuseppe D’Altrui
- Fritz Dennerlein
- Luigi Mannelli
- Angelo Marciani
- Paolo Pucci
- Cesare Rubini